# Extravagance (film fra 1919)
 For alternative betydninger, se Extravagance. (Se også artikler, som begynder med Extravagance)
Extravagance er en amerikansk stumfilm fra 1919 af Victor Schertzinger.

## Medvirkende
- Dorothy Dalton som Helen Douglas
- Charles Clary som Alan Douglas
- J. Barney Sherry som Hartley Crance
- Donald MacDonald som William Windom
- Philo McCullough som Billy Braden